# Saxifragaceae
Saxifragaceae este o familie de plante care are aproximativ 460 de specii cunoscute împărțite în 36 de genuri. În Europa sunt 12 genuri.
Cele mai cunoscute specii sunt:
- Bergenia cordifolia
- Saxifraga umbrosa
- Saxifraga stellaris
- Saxifraga oppositifolia
- Saxifraga paniculata
- Heuchera x brizoides

## Genuri
- Abrophyllum
- Astilbe
- Astilboides
- Bensoniella
- Bergenia
- Bolandra
- Boykinia
- Chondrosea   (gen uneori inclus în Saxifraga)
- Chrysosplenium
- Conimitella Rydb.
- Darmera
- Elmera Rydb.
- Hemieva Raf.
- Heuchera
- Jepsonia
- Leptarrhena R.Br.
- Lithophragma
- Micranthes Haw.
- Mitella
- Mukdenia
- Oresitrophe
- Peltiphyllum
- Rodgersia
- Saxifraga – saxifrage
- Saxifragella Engl. (uneori inclus în  Saxifraga)
- Saxifragodes
- Saxifragopsis Small – (uneori inclus în  Saxifraga)
- Suksdorfia Gray
- Sullivantia Torr. & Gray ex Gray
- Tanakaea
- Telesonix Raf.
- Tellima
- Tiarella
- Tolmiea

## Specii din România
Flora României conține 29 specii ce aparțin la 5 genuri (Astilbe, Bergenia, Chrysosplenium, Heuchera, Saxifraga)
- Astilbe japonica
- Bergenia crassifolia – Badan
- Chrysosplenium alpinum – Splină
- Chrysosplenium alternifolium – Splină
- Heuchera sanguinea
- Saxifraga adscendens – Ochii șoricelului
- Saxifraga aizoides
- Saxifraga androsacea
- Saxifraga bryoides
- Saxifraga bulbifera
- Saxifraga carpathica
- Saxifraga cernua
- Saxifraga corymbosa
- Saxifraga cuneifolia – Iarba cășunăturii
- Saxifraga cymbalaria
- Saxifraga demissa
- Saxifraga hieracifolia
- Saxifraga hirculus
- Saxifraga marginata – Turturea
- Saxifraga moschata
- Saxifraga mutata
- Saxifraga oppositifolia
- Saxifraga paniculata – Iarba surzilor
- Saxifraga pedemontana
- Saxifraga retusa
- Saxifraga rotundifolia
- Saxifraga stellaris
- Saxifraga stolonifera
- Saxifraga tridactylites